# منظمة الرياضة البوليفارية
منظمة الرياضة البوليفارية (بالإسبانية: Organización Deportiva Bolivariana ،ODEBO) هي منظمة رياضية مقرها في أمريكا الجنوبية تنظم الألعاب البوليفارية.

## التاريخ
جاءت فكرة إنشاء منظمة رياضية بوليفارية لقادة البلدان في المنطقة خلال دورة الألعاب الأولمبية في برلين في العام 1936. كان ألبرتو نارينيو تشاين، المدير الوطني للرياضة في كولومبيا، في طليعة هذا المشروع. تأسست المنظمة في 16 أغسطس 1938 من قبل اللجان الأولمبية في بوليفيا وكولومبيا والإكوادور وبنما وبيرو وفنزويلا. لقد تم افتتاحها في قصر كونديناماركا في بوغوتا. افتتح مقرها في كاراكاس. تم تنظيم أول دورة ألعاب بوليفارية في العام 1938، وهو عام إنشاء المنظمة.
في مايو 2010 اعترفت المنظمة بتشيلي كعضو فيها. في فبراير 2011 أنشأت المنظمة دورة الألعاب البوليفارية الشاطئية ونظمت الطبعة الأولى في ليما في العام 2012.

## الأعضاء
أعضاء اللجان الأولمبية الوطنية هم:
| الاسم     | اللجنة الاولمبية             | تاريخ التقدم |
| --------- | ---------------------------- | ------------ |
| بوليفيا   | اللجنة الأولمبية البوليفية   | 1938         |
| تشيلي     | اللجنة الأولمبية التشيلية    | 2010         |
| كولومبيا  | اللجنة الأولمبية الكولومبية  | 1938         |
| الإكوادور | اللجنة الأولمبية الإكوادورية | 1938         |
| بنما      | اللجنة الأولمبية البنمية     | 1938         |
| بيرو      | اللجنة الاولمبية البيروفية   | 1938         |
| فنزويلا   | اللجنة الأولمبية الفنزويلية  | 1938         |

## وصلات خارجية
- الموقع الرسمي